# Лідин
Лі́дин —  село в Україні, у Бобровицькій міській громаді Ніжинського району Чернігівської області.
Колишня назва — Лідино.

## Історія
Історія виникнення села дуже цікава. Уся навколишня земля належала вороньківському поміщику Миколі Аркадійовичу Кочубею. Володіння так і називали – кочубеївщина. У другій половині XIX ст. (60-ті роки) Кочубей виділив земельні наділи трьом своїм родичкам — Олександрі, Катерині і Лідії, де вони побудували економії. В кінці XIX ст., коли почалися селянські виступи, зони стали продавати землі селянам на виплату, яка продовжувалася роками. Ці землі поступово заселялися вихідцями з різних сіл. Так утворилися села Катеринівка, Лідино, Олександрівка. 
Ця легенда не має нічого спільного з реальністю. Земля, на яких розташовані Олександрівка і Катеринівка, належала не М.Кочубею, а поміщику Петру Петровичу Катериничу, який справді мав дочок Олександру і Катерину. Землі, де нині Лідин, дійсно належали М.А.Кочубею та його сину Михайлу Кочубею. Жодної родички на ім'я Ліда вони не мали. Відомо, що первісна назва Лідина - х. Лигін (див. карта триверстовка Шуберта) (ймовірно від прізвища Лига).
1892 року - 1 двір, 11 жителів.
На 2022 рік в селі проживає 24 особи.
12 червня 2020 року, відповідно до розпорядження Кабінету Міністрів України № 730-р «Про визначення адміністративних центрів та затвердження територій територіальних громад Чернігівської області», увійшло до складу Бобровицької міської громади.
19 липня 2020 року, в результаті адміністративно-територіальної реформи та ліквідації Бобровицького району, увійшло до складу Ніжинського району Чернігівської області.